# Ernst Stuven

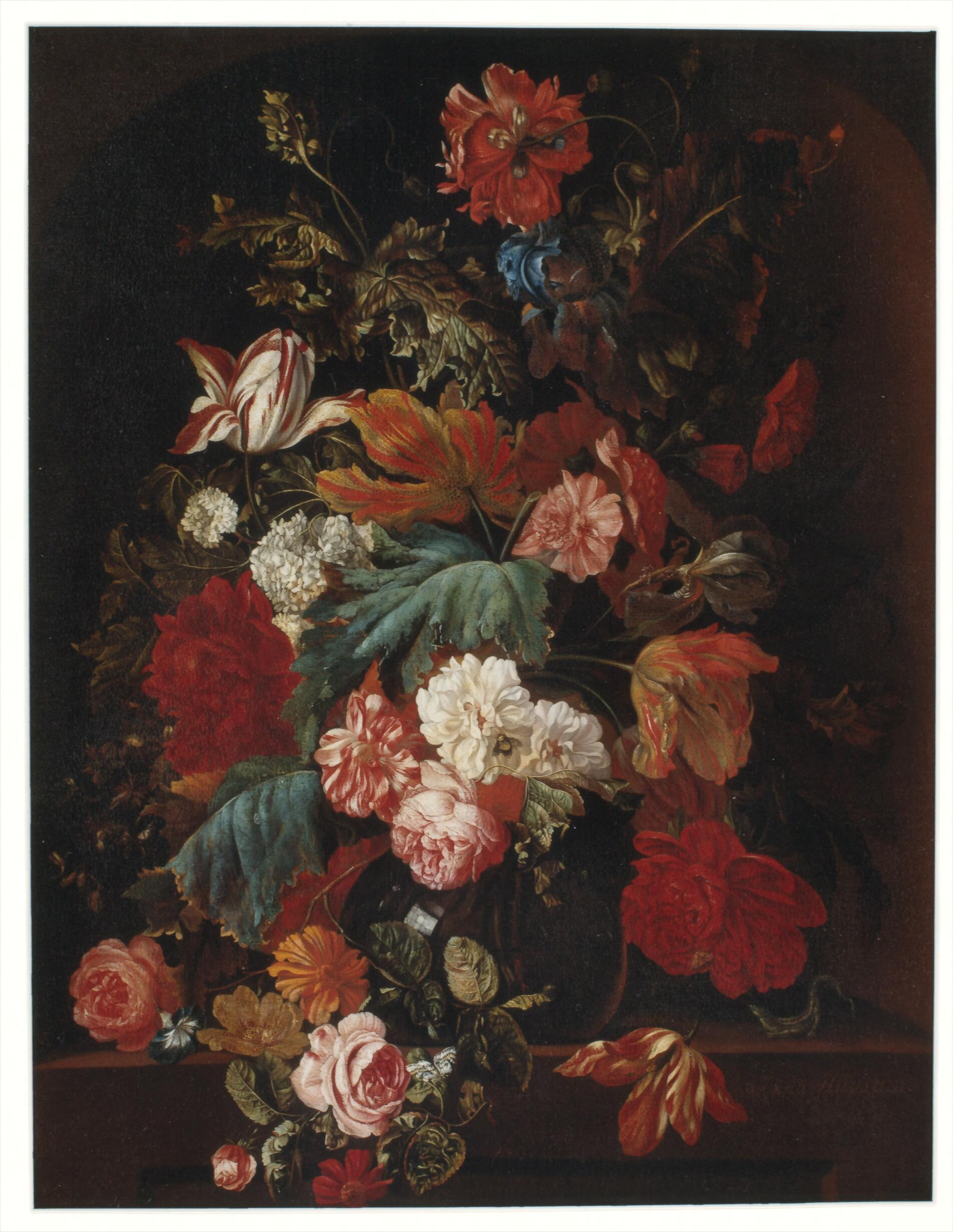
Bloemen in een glazen vaas op een stenen plint

Ernst Stuven (Hamburg, ca. 1657 - Rotterdam, 1712) was een uit Duitsland afkomstig en in Nederland actief kunstschilder uit de periode van de Gouden Eeuw. Hij specialiseerde zich met name op het gebied van stillevens met bloemen en vruchten.
Stuven ging eerst in de leer bij de Duitse schilder Georg Hainz, die zijn talent ontdekte. In 1675 vertrok hij naar Amsterdam in het voetspoor van portretschilder Johannes Voorhout. Hij voelde zich echter meer aangetrokken tot de schilderkunst van bloemen en andere stillevens en ging in de leer bij Willem van Aelst en Abraham Mignon.
Ernst Stuven was een man met een zeer opvliegend karakter, zoals blijkt uit Arnold Houbrakens beschrijving in diens werk De groote schouburgh der Nederlantsche konstschilders en schilderessen. Hij mishandelde zijn leerling Willem Grasdorp zodanig dat deze met de hulp van politie ontzet moest worden. Stuven werd veroordeeld tot een straf van twaalf jaar in het Rasphuis in Amsterdam.
Na het uitzitten van zijn straf vertrok hij naar Rotterdam, waar, zoals Houbraken zegt: hy aldaar eindelyk zynen veragtelyken levensloop geëindigt heeft.